# Vioolconcert (Englund)
Einar Englund voltooide zijn enige Vioolconcert in 1981.
De opdracht voor dit werk kwam van de Vereniging van Finse Symfonieorkesten (Suomen sinfoniaorkesterit ry). Daarin zijn niet alleen de grote symfonieorkesten vertegenwoordigd, maar ook de kleinere, die niet altijd een volledige symfonische bezetting tot hun beschikking hebben. Dat had bijvoorbeeld tot gevolg dat een harp ontbreekt in de orkestratie. Lang niet elk Fins orkest had een dergelijk muziekinstrument in haar instrumentarium. Door te schrijven voor de vereniging was wel een aantal uitvoeringen gegarandeerd. Het eerste orkest dat zich aan het werk mocht laven was het Tampere Filharmonia onder leiding van Paavo Rautio met als solist Kaija Saarikettu. 
Englund kwam voor een concerto uit 1981 met een lyrisch en melodisch vioolconcert. Ook is de indeling gelijk aan een klassiek concerto (snel-langzaam-snel):
1. Allegro molto moderato
2. Adagio ma non troppo
3. Allegro giocoso

Het geheel is gebouwd rond een vijfnotencyclus Gis, Fis, G, D en E. Englund liet zich voor dit concert inspireren door de natuur op Gotland, waar hij aan deze compositie werkte. In het werk is de muzikale invloed van Dmitri Sjostakovitsj hoorbaar, zoals in meerdere werken van Englund.  
Orkestratie:
- soloviool
- 2 dwarsfluiten, 2 hobo’s, 2 klarinetten, 2 fagotten
- 2 hoorns
- pauken
- violen, altviolen, celli, contrabassen